# Enzo Rupcic
Enzo Rupcic (San Juan, Argentina, 19 de agosto de 1997) es un baloncestista argentino que se desempeña como ala pívot en Gimnasia y Esgrima La Plata de La Liga Argentina.

## Trayectoria

### Clubes
| Club                        | País      | Año             |
| --------------------------- | --------- | --------------- |
| Instituto                   | Argentina | 2015 - 2020     |
| Oberá Tenis Club            | Argentina | 2020 - 2021     |
| Barrio Parque               | Argentina | 2021            |
| Libertad                    | Argentina | 2021 - 2022     |
| Amistad                     | Bolivia   | 2022            |
| Libertad                    | Argentina | 2022 - 2023     |
| Zárate Basket               | Argentina | 2023 - 2024     |
| Gimnasia y Esgrima La Plata | Argentina | 2024 - Presente |

## Selección nacional
Rupcic formó parte de los seleccionados juveniles de baloncesto de Argentina, llegando a actuar en el Campeonato Mundial de Baloncesto Sub-19 de 2015 entre otros torneos. 